# Фолькман, Отто Герман
Отто Герман Фолькман (нем. Otto Hermann Volkmann; 12 октября 1888, Герресхайм, ныне в черте Дюссельдорфа — 25 сентября 1968, Бонн) — немецкий дирижёр.
Учился в Тюбингене у Фрица Фольбаха, затем в 1910—1914 гг. в Мюнхенском университете (в том числе у Вальтера Курвуазье). Руководил хором в Халле, затем в 1920—1924 гг. в Магдебурге. 
С 1924 г. работал дирижёром и директором музыкальной школы в Оснабрюке.  
В 1926 г. он стал музыкальным руководителем городского театра. Добился больших успехов в Магдебурге с выступлениями "Reblingschen Gesangsverein" вместе с оркестром, опираясь на достижения своего предшественника Фрица Кауфмана .
В 1933—1944 гг. возглавлял Дуйсбургский филармонический оркестр, пока тот не прекратил свою деятельность из-за военных действий. 
В 1949—1957 гг. генеральмузикдиректор Бонна и, тем самым, главный дирижёр оркестра Бетховенхалле. Сочинял вокальную музыку.